# Великанов, Иван Михайлович
Ива́н Миха́йлович Велика́нов (7 ноября 1898, дер. Яманово, Владимирская губерния — 8 апреля 1938, Москва) — военный учёный-бактериолог, профессор, доктор медицинских наук, первый начальник Биотехнического института РККА (в настоящее время НИИМ МО РФ, Киров), дивврач.

## Биография
Иван Михайлович Великанов родился 7 ноября 1898 года в деревне Яманово Владимирской губернии (ныне — в Ивановской области). По национальности русский.
В 1923—1926 гг. — аспирант, в 1926—1928 гг. ассистент-преподаватель МГУ, заместитель декана. В 1928 г. присвоено звание профессора. В 1930 году решением Секретариата ЦК ВКП(б) передан для работы в военное ведомство. В 1930 г. И. М. Великанов назначен начальником Военной вакцинно-сывороточной лаборатории ВСУ (Военно-санитарного управления) РККА в поселке Власиха, а впоследствии был первым начальником Биотехнического института РККА, созданного на базе этой лаборатории. К работе над военно-биологическими программами СССР им привлечены выдающиеся ученые-микробиологи того времени. Под его руководством в СССР проведены первые системные исследования по изучению возможности создания биологического оружия. Организованный И. М. Великановым коллектив ученых уже после его смерти разработал живые вакцины против чумы, туляремии, сибирской язвы, получил первые советские пенициллин и стрептомицин, создал технологии их промышленного получения. Область его собственных научных интересов — лечение и профилактика газовой гангрены и ботулизма. Он автор монографии «Микробиология консервов» (1935). Под его редакцией начато издание многотомного «Руководства по микробиологии и эпидемиологии» (1935), но издан был только первый том.
Репрессирован по делу М. Н. Тухачевского. Вместе с И. М. Великановым была репрессирована и его супруга — военврач 1 ранга Михайлова, Зоя Ивановна (1892—1937), старший специалист Биотехнического института РККА. И. М. Великанов и З. И. Михайлова реабилитированы в 1956 г.